# Busy Hour Call Completion
Busy Hour Call Completion o BHCC (llamadas completadas o terminadas durante las horas pico) es una medida utilizada en telecomunicaciones, para evaluar la capacidad de las redes telefónicas, junto con BHCA. 
BHCC es el número de llamadas telefónicas que pueden ser completadas (dígase llamadas telefónicas realizadas satisfactoriamente) en las horas de mayor actividad del día, conocidas como horas pico. Es un factor significativo en QoS. Cuanto mayor es este factor, se dice que mayor es la capacidad de la red.
- Datos: Q5736112